# Die glückliche Hand

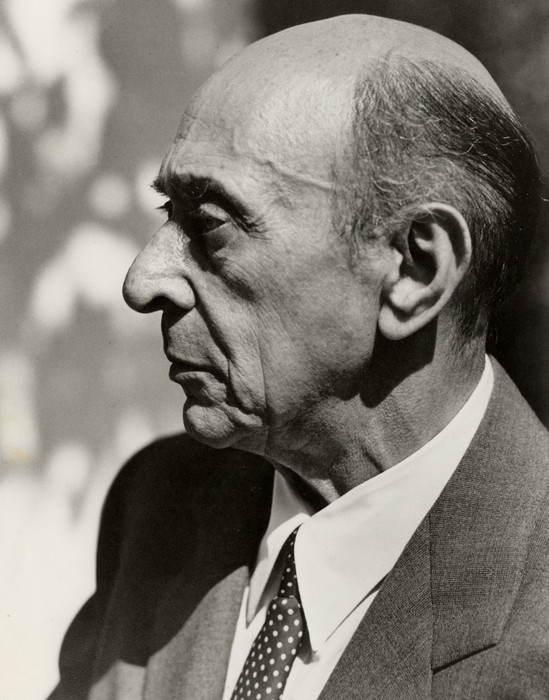
Arnold Schönberg

Die glückliche Hand (Den lyckliga handen) är en opera (Drama mit Musik) i en akt (fyra scener) för baryton, blandad kör och orkester med musik och text av Arnold Schönberg.

## Bakgrund
Redan 1913 komponerade Schönberg stycket, som bär omisskännliga självbiografiska drag. Han hade 1908 upplevt en svår äktenskapskris. Hans första hustru Mathilde (syster till vännen och tonsättaren Alexander von Zemlinsky) hade haft en kärleksaffär med målaren Richard Gerstl och lämnade maken och barnen. Schönbergs vänner (framförallt Anton Webern) övertalade henne till slut att återvända till maken (Gerstl begick inte långt därefter självmord).

## Historia
Die glückliche Hand är ingen opera i vanlig bemärkelse utan en allegori om konstnärens isolering i samhället, skildrad med hjälp av talsång, sång, mimik och ljus- och färgeffekter. Schönberg började skriva på librettot 1908 och avslutade kompositionen 1913. Redan då var det tal om att spela in verket som stumfilm med musikackompanjemang och scenografi av Oskar Kokoschka eller Vasilij Kandinskij, men trots att Schönberg lämnade sitt tillstånd blev det ingenting av filmen och först elva år senare uppfördes verket på Volksoper i Wien den 14 oktober 1924.

### Färger
I det här verket spelar färgerna en viktig roll. Inte bara jätteorkesterns klangfärger, utan även ljusets färgspektrum. Schönberg utarbetade själv omsorgsfullt de effekter som scenbelysningen skulle ge. När stycket närmar sig mitten skall det till exempel finnas ett "ljuscrescendo", som utgår från ett svagt rödaktigt ljus och sedan via smutsgrönt, mörkt blågrått, violett, mörkrött, blodrött och brandgult utvecklas till ljusgult. Enligt föreskrifterna i partituret skall "mannen" framställa ljuscrescendot som om detta (och det vinande från en vindmaskin som samtidigt hörs) "utgick från honom". Naturligtvis har även musiken ett crescendo på detta ställe.

## Personer
- En man (baryton)
- En kvinna (stum roll)
- En herre (stum roll)
- Sex kvinnor och sex män (Sprechgesang)

## Handling
Speltid ca 20 minuter
Stycket börjar med det undermedvetnas röst (framställd av en liten, osynlig kör). Mannen verkar till en början vara offer för ett fabelväsen, som egentligen är hans depression. Odjuret ligger på mannens rygg medan kören uppmanar honom att inte sträva efter det ouppnåeliga. Odjuret försvinner. Mannen tror sig vara ett geni. Han möter en kvinna som han svär att älska för evigt. Men hon lämnar honom och väljer en "elegant och modernt klädd" herre, en symbol för den rike kapitalisten, maktmänniskan (och samtidigt djävulen). Mannen klättrar uppför en bergvägg till två grottor där han i den första hittar ett dyrbart diadem, som han föraktfullt kastar till dem som arbetar i grottan. I den andra återser han kvinnan, alltjämt i sällskap med den elegante herren. Då denne har gått försöker mannen återerövra kvinnan, men hon flyr. I slutet uppenbarar sig fabelväsendet på nytt och placerar sig på mannen rygg. Mannen frågar sig omedvetet (kören i bakgrunden): "Måste du åter uppleva det som du så ofta har upplevt? Måste du? Kan du inte avstå? Kan du inte äntligen låta nöja dig?" Dramat slutar sålunda som det började.